# ヨハン・シュミット
ヨハン・シュミット（Johan Schmidt, 1964年10月5日 -）は、ベルギーのピアニスト。ブリュッセル王立音楽院教授。2016年より洗足学園音楽大学の客員教授も務める。

## 略歴
ブリュッセル王立音楽院及び Chapelle musicale Reine Élisabethにてエドゥアルド・デル・プエヨに師事。ハノーファー音楽大学にてカール＝ハインツ・ケマリンクに、またゲンリフ・ネイガウスの弟子であり助手も務めたロシアのエフゲニー・マリーニンに師事した。

## 受賞歴
- 1983年 - ピラール・バヨナ国際ピアノコンクール（スペイン）第1位
- マリア・カラス国際グランプリ（ギリシャ）第1位
- 1987年 - エリザベート王妃国際音楽コンクール（ベルギー）第4位及び聴衆賞
- 1989年 - 日本国際音楽コンクール（日本）第1位
- 1990年 - チャイコフスキー国際コンクール（ロシア）第3位
- 1993年 - ヴァン・クライバーン国際ピアノコンクール（アメリカ）第4位　　など

## 活動
フランス国立管弦楽団、新日本フィルハーモニー交響楽団、アテネ交響楽団、ベルリン放送交響楽団、ウクライナ交響楽団、ベルギー国立管弦楽団、リエージュ・フィルハーモニー管弦楽団、王立フランドル管弦楽団など世界各国のオーケストラと協演。またソロにおいてもコンセルトヘボウ、ラフマニノフホール、サントリーホール、大阪シンフォニーホール、ヘロディス・アッティコス音楽堂、パレ・デ・ボザールなど著名なホール・劇場でリサイタルを開催。現在ベルギー国内のオーケストラと定期的に協演しているほかCD録音にも積極的に取り組み、室内楽の分野でもオーギュスタン・デュメイやアメリカン・ストリングカルテットなどと組んで活動している。
ブリュッセル王立音楽院教授、洗足学園音楽大学客員教授を務め、ヨーロッパ各国や中国、日本のマスタークラスに講師として招聘されるなど後進の育成においても活動している。